# Sarah Stricker
Pour les articles homonymes, voir Stricker.
Sarah Stricker, née en 1980 à Spire dans le land de la Rhénanie-Palatinat, est une journaliste, romancière et nouvelliste allemande.

## Biographie
Elle naît à Spire dans le land de la Rhénanie-Palatinat en 1980. Durant sa scolarité, elle étudie la littérature allemande, anglaise et française à Mannheim, à Charleston aux États-Unis et à Dijon en France.
En 2009, elle s'installe à Tel Aviv et y travaille comme journaliste pour plusieurs journaux et magazines allemands (comme Die Tageszeitung, Vanity Fair, Süddeutsche Zeitung, Frankfurter Allgemeine Zeitung ou Neon). Elle rend compte des événements en Israël pour les médias allemands et des événements en Allemagne pour les médias israéliens. Elle suit notamment la guerre de Gaza sous la forme d'une chronique journalière pour le quotidien Süddeutsche Zeitung en 2014.
En 2013, elle publie un premier roman, Cinq kopecks (Fünf Kopeken), qui narre l'histoire de la vie d'une femme intelligente et laide qui découvre l'amour. Ce livre est lauréat du prix Mara Cassens (de) à sa sortie.

## Œuvre

### Roman
- Fünf Kopeken (2013) Publié en français sous le titre Cinq kopecks, traduction de Pierre Deshusses, Paris, Piranha, 2016

### Nouvelles
- Die Auserwählten. Eine wahre Kurzgeschichte (2015)
- Der neue Deutsche (2015)
- Eine wahre Geschichte (2016)

## Prix et distinctions notables
- Prix Felix Rexhausen (en) en 2010,
- Prix Mara Cassens (de) en 2013 pour Cinq kopecks (Fünf Kopeken).